# Biroina subsinuata
Biroina subsinuata är en tvåvingeart som först beskrevs av Richards 1973.  Biroina subsinuata ingår i släktet Biroina och familjen hoppflugor. Inga underarter finns listade i Catalogue of Life.